# Lluís Claret
Lluís Claret, nacido en Andorra la Vieja en 1951, es un violonchelista andorrano.

## Biografía
Luis Claret nació en Andorra la Vieja en 1951, hijo de padres catalanes . A los nueve años empezó su educación musical en Andorra la Vieja. En 1964 se trasladó a Barcelona, obtuvo grandes reconocimientos en el Conservatorio del Liceo y comenzó a trabajar con Enric Casals, hermano de Pau Casals. Claret continuó sus estudios en Francia, Italia y los Estados Unidos, teniendo contacto con grandes profesores como Maurice Gendron y Radu Aldulescu.
A lo largo de su carrera se ha dedicado especialmente a la Música de Cámara. Ha ganado primeros premios en varios concursos internacionales de prestigio. Es miembro fundador del Trío de Barcelona y frecuentemente colabora con músicos de renombre, así como con prestigiosas formaciones camerísticas, como el Garnati Ensemble. 
Enseña en Escuelas de Música y Conservatorios, y frecuentemente forma parte en los jurados de importantes concursos internacionales. [cita requerida]